# Стрілково (Подольський міський округ)
Стрілко́во (рос. Стрелково) — присілок у складі Подольського міського округу Московської області, Росія.

## Населення
Населення — 156 осіб (2010; 85 у 2002).
Національний склад (станом на 2002 рік):
- росіяни — 82 %